# Departamento Rivera
Rivera ist eine der 19 als Departamento bezeichneten Verwaltungseinheiten Uruguays.

## Geographie

### Lage und Ausdehnung
Das eine Flächenausdehnung von 9.370 km² aufweisende Departamento liegt im Norden des Landes an der Grenze zu Brasilien. Es grenzt außerdem an die Departamentos Artigas, Salto, Tacuarembó und Cerro Largo.

### Siedlungsstruktur
Die unmittelbar an der uruguayisch-brasilianischen Grenze gelegene und nur durch eine Straße von der jenseits des Grenzverlaufs befindlichen Stadt Santana do Livramento getrennte Departamento-Hauptstadt Rivera ist mit 64.485 Einwohnern (Stand: 2011) eine der größten Städte des Landes und lag gemessen an der Einwohnerzahl 2004 landesweit an vierter Stelle. Nächstgrößere Städte des Departamentos sind Tranqueras, Mandubí und Vichadero, in deren Nähe sich der Flughafen Vichadero befindet.

### Landschaftsbild
In Rivera befinden sich die Hügelketten Cuchilla Negra, die im Nordwest-Südost Richtung den Grenzverlauf zum Nachbarland nachvollziehende Cuchilla de Santa Ana, die in nordsüdlicher Richtung angeordnete Cuchilla de Cuñapirú sowie die eher in Südwest-Nordost Richtung führenden Cuchilla del Yaguarí, Cuchilla Hospital und Cuchilla Caraguatá.

### Gewässer
Bedeutende Flüsse, die das Departamentogebiet durchfließen, sind der Río Tacuarembó sowie dessen linksseitige Nebenflüsse Arroyo Cuñapirú, Arroyo Yaguarí und Arroyo Caraguatá.

### Bodenschätze
Auf dem zentralen südlichen Gebiet des Departamentos existieren Vorkommen von Gold (bei Minas de Corrales, Zapucay und Cortume). Zapucay weist auch die Existenz von Mangan und Eisen auf.

## Geschichte
Das Departamento wurde am 1. Oktober 1884 durch eine Abspaltung vom Departamento Tacuarembó gegründet. Den Namen erhielt Rivera in Anlehnung an den Unabhängigkeitskämpfer und ersten Präsidenten der Republik, General Fructuoso Rivera.

## Infrastruktur

### Bildung
Rivera verfügt über insgesamt zehn weiterführende Schulen (Liceos), in denen 9.384 Schüler von 624 Lehrern unterrichtet werden. Das älteste Liceo des Departamentos ist das in der Departamento-Hauptstadt Rivera angesiedelte, 1913 gegründete Instituto Nº 1 Departamental "Dra. Celia E. Pomoli". (Stand: Dezember 2008)

### Verkehr
Auf dem Gebiet des Departamentos befinden sich mit dem Flughafen Rivera und dem Flughafen Vichadero zwei Anbindungen an den Flugverkehr. Durch das Departamento führt die Bahnstrecke Montevideo - Rivera. Ferner wird das Departamento von den folgenden Straßen jedenfalls teilweise durchzogen: Ruta 5, Ruta 6, Ruta 27, Ruta 28, Ruta 29, Ruta 30 und Ruta 44.

### Wirtschaft
Verarbeitende Industrie ist im Departamento nur in geringfügigem Maße vorhanden. Vielmehr spielen hier in wirtschaftlicher Hinsicht der Dienstleistungssektor und die landwirtschaftliche Produktion die Hauptrolle. Im Rahmen der vor Ort betriebenen Landwirtschaft dominiert die extensive Viehzucht von Rindern und Schafen. Zudem wird hauptsächlich Reis, aber auch Mais und Soja angebaut. Des Weiteren ist das Departamento Rivera der wichtigste Tabakproduzent des Landes. Ein weiterer Wirtschaftszweig, der vor allem im ausklingenden 20. Jahrhundert in Rivera Fuß gefasst hat, ist die Forstwirtschaft.

## Bevölkerung
Während 2004 noch 104.921 Einwohner gezählt wurden, betrug die im Rahmen der Volkszählung des Jahres 2011 ermittelte Einwohnerzahl 103.493. Davon waren 50.397 Männer und 53.096 Frauen.